# Beatriu de Montcada
Beatriu de Montcada (morta abans de 1163) fou una noble catalana.
Pubilla dels Berenguer, una família provinent dels vescomtes de Girona, aprisiadors de terres al Comtat d'Osona. Es casà el 1117 amb Guillem Ramon I de Montcada, i d'aquest llaç nasqueren:
- Ramon I de Montcada el vell, senyor de Tortosa i hereu de la senescalia
- Guillem I de Montcada i de Bearn, vescomte consort de Bearn pel seu casament amb Maria de Bearn
- Berenguer
- Adelaida, que es casaria amb el comte Ponç III d'Empúries
- Berenguera, que es casaria amb Galcerà de Pinós

El matrimoni es va desfer amb un procés de nul·litat amb al·legacions de parentiu entre els consorts. És versemblant la interferència de Ramon Berenguer IV qui el 1135 concedeix Beatriu a Guillem de Sant Martí, senyor de Sant Martí Sarroca, juntament amb l'honor de Montcada, resultant en una de les primeres picabaralles del comte i el senescal i es casaren el 1136.